# Il gusto dell'amore
Il gusto dell'amore è un film del 2010 diretto da David Pinillos.

## Trama
Daniel, giovane cuoco spagnolo, lascia a Bilbao la madre e la fidanzata Eva quando viene assunto da un prestigioso ristorante di Zurigo. Lega subito molto con la giovane sommelier Hanna e con il cuoco italiano Hugo. Daniel si innamora ben presto della ragazza, che però è l'amante di Thomas, chef e proprietario del ristorante. Così, per quanto tra i due ragazzi ci sia molta complicità, Hanna non vede in Daniel più di un amico. Un giorno Hanna sviene e viene portata in ospedale, dove Thomas prega il suo nuovo dipendente di occuparsi di lei affinché non ne vada della sua reputazione di uomo sposato e socialmente apprezzato. Daniel scopre che la donna è incinta, e quando Hanna viene a sapere del comportamento di Thomas, fugge con Daniel e Hugo per un viaggio che li conduce sino a Bilbao, dove Daniel rompe con Eva.
Proprio mentre Hanna sta vivendo un momento di intimità con il giovane spagnolo, chiama Thomas il quale, all'oscuro della gravidanza, dice di volersi impegnare nella relazione. Le sue sono però solo parole e quando la ragazza, sinceramente innamorata del suo capo, comprende che questi non lascerà mai la moglie, torna a casa sua, a Monaco. Hugo lascia il posto, disgustato dal cinismo del suo datore di lavoro e dalla facilità con cui licenzia i dipendenti, mentre Daniel, la cui bravura gli ha aperto un futuro brillante, accetta la proposta di Thomas di diventare chef in un ristorante londinese. Hugo lo accusa di pensare solo alla carriera e Daniel, toccato dalle sue parole, lascia il lavoro per raggiungere Hanna in Baviera. Le dichiara di amarla, ma lei non prova lo stesso. I due trovano così la loro strada, lei vicino alla neonata Lola, lui come proprietario di un ristorante sul mare.